# 貝爾電話公司

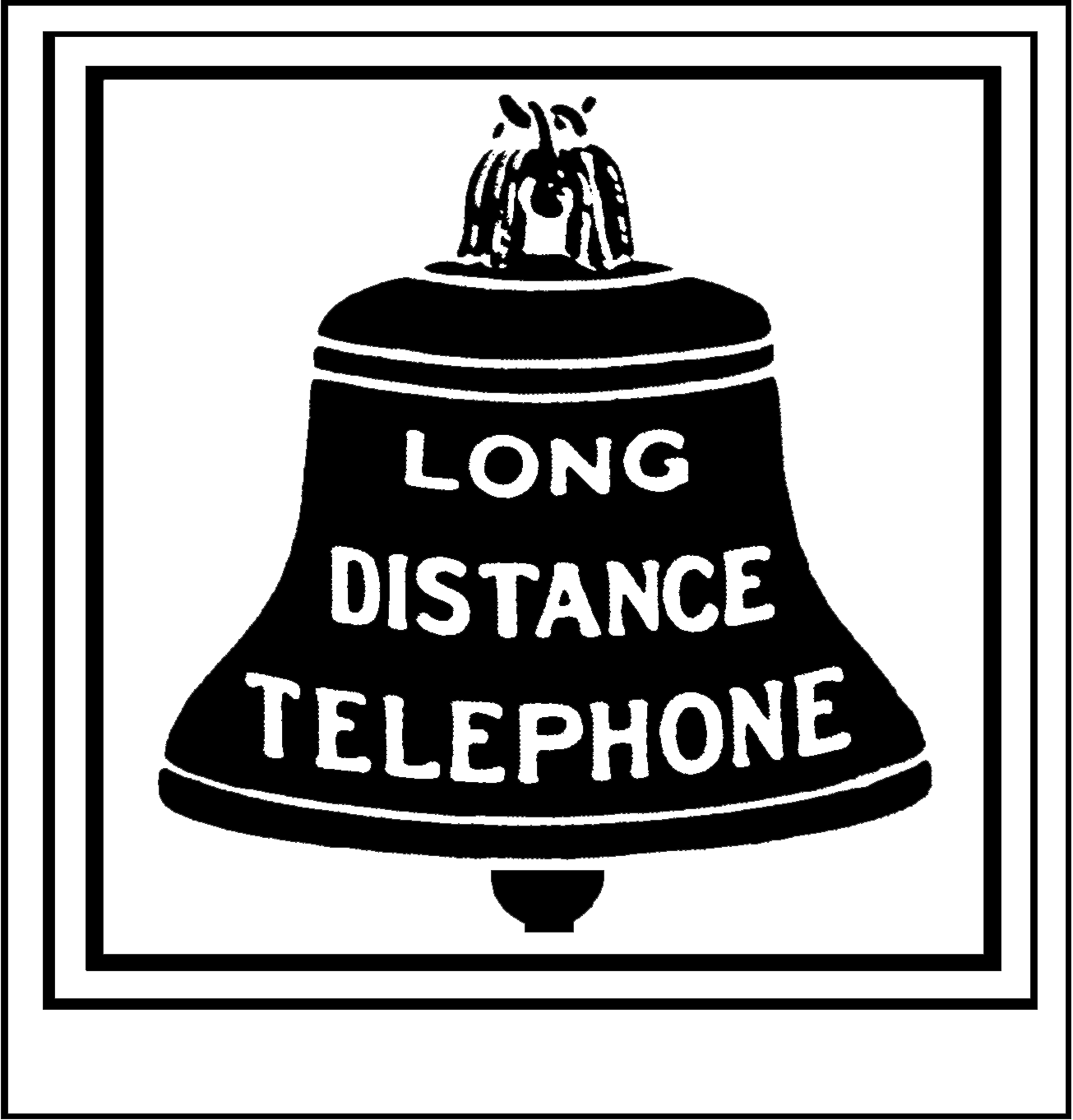
贝尔系统的标志（被称为“蓝钟”），于1889年至1900年期间使用。贝尔电话公司及其后继者创建了贝尔系统并推动了其发展。

贝尔电话公司（英語：Bell Telephone Company）是一家普通法股份有限公司，于1877年7月9日由亚历山大·格拉汉姆·贝尔和其岳父加德納·格林·赫巴德在美国马萨诸塞州的波士顿市成立。同时，赫巴德还帮助建立一家姊妹公司，即新英格兰电话电报公司。贝尔电话公司根据持有“潜在价值的专利”而成立公司，这项专利即贝尔的电话主专利。
贝尔电话公司与新英格兰电话电报公司于1879年2月17日正式合并，然后再重组为两个新的独立实体，即位于波士顿的国家贝尔电话公司和位于比利时布鲁塞尔国际贝尔电话公司。其中后者由加德纳·赫巴德建立。 随后，西奧多·牛頓·魏爾接管了相关业务。魏尔也成为公司快速增长并取得商业成功的关键人物。
国家贝尔电话公司在1880年3月20日与美国语音电话公司合并，并改名为美国贝尔电话公司，总部依旧位于波士顿。
贝尔电话公司成立之初是由赫巴德以“受托人”的名义组织起来的；但是他也担任过公司事实上的总裁，因为他通过授权书控制了其女儿股份的投票权。同时他还任命了他的主要财务支持者托马斯·桑德斯（Thomas Sanders）担任公司财务人员。 美国贝尔电话公司后来演变成美国电报电话公司，此时它已经是全球最大的电话公司了。

### 文献
- John Brooks. . Harper & Row. 1976  [2020-01-02]. ISBN 9780060105402. （原始内容存档于2014-01-05）.
- Robert V. Bruce. . Cornell University Press. 1990  [2020-01-02]. ISBN 9780801496912. （原始内容存档于2014-01-05）.
- Gulielmus Patten; Alexander Melville Bell. . Privately printed. 1926  [2020-01-02]. （原始内容存档于2016-01-01）.
- Russell A. Pizer. . AuthorHouse. 2009  [2020-01-02]. ISBN 9781438984025. （原始内容存档于2021-02-28）.

## 延伸阅读
- Tosiello, Rosario Joseph.  [贝尔电话系统的诞生与早年发展 1876年－1880年]. Arno Press. ISBN 9780405114816 （英语）.
- Wu, Tim.  [关键点：信息帝国的兴衰]. Knopf Doubleday Publishing Group. 2010-11-20  [2020-01-02]. ISBN 9780307594655. （原始内容存档于2021-03-09） （英语）.